# Chelsea Football Club 2011-2012
Questa pagina contiene le informazioni riguardanti il Chelsea Football Club nelle competizioni ufficiali della stagione 2011-2012.

## Stagione
Il 31 dicembre 2011 il Chelsea chiude il girone d'andata al 5º posto con un bilancio di 10 vittorie, 4 pareggi, 5 sconfitte, 37 gol fatti e 24 reti subite. Il 13 maggio 2012 chiude il campionato al 6º posto a 64 punti con 18 vittorie, 10 pareggi e 10 sconfitte complessive ed un bilancio di 65 gol fatti e 46 subiti.
Una vittoria ai calci di rigore contro i concittadini del Fulham nel terzo turno di Carling Cup permette ai Blues di accedere agli ottavi di finale, dove affronteranno e sconfiggeranno l'Everton ai tempi supplementari (2-1): il percorso del Chelsea si fermerà ai quarti di finale con la sconfitta casalinga contro il Liverpool (0-2).
Essendo vice-campione d'Inghilterra, il Chelsea accede direttamente alla fase a gironi di UEFA Champions League, venendo sorteggiato assieme a Valencia, Bayer Leverkusen e Genk. Gli inglesi si qualificano agli ottavi di finale come primi nel Gruppo E, avendo ottenuto una vittoria interna (2-0) e una sconfitta esterna (2-1) contro i tedeschi, un pareggio esterno (1-1) e una vittoria interna (3-0) contro gli spagnoli, una vittoria interna (5-0) e un pareggio esterno (1-1) contro i belgi: nel sorteggio del 16 dicembre 2011, i Blues sono abbinati per il turno successivo con gli italiani del Napoli. L'andata contro i partenopei, il 21 febbraio 2012, è stata persa 3-1. Il 14 marzo i londinesi riescono, nella gara di ritorno, a ribaltare il risultato, vincendo 4-1 dopo i tempi supplementari, aggiudicandosi così l'accesso ai quarti di finale contro i portoghesi del Benfica il 27 marzo e 4 aprile. I Blues mettono un'ipoteca sulla semifinale con una vittoria per 1-0 fuori casa all'andata, seguita dalla vittoria per 2-1 al ritorno. In semifinale incontrano il Barcellona campione in carica il 18 aprile, partita finita 1-0 a favore del Chelsea, il ritorno si gioca il 24 dove il Chelsea si aggiudica la finale con un pareggio per 2-2, alla quale mancheranno però pedine importanti come Terry (espulso durante la semifinale), Ivanovic, Ramires e Meireles (diffidati e ammoniti in semifinale). La finale contro il Bayern Monaco li vede in svantaggio all'83' grazie ad un gol di Müller al quale però Drogba risponde dopo 5'. Ai supplementari Čech para un rigore a Robben e il Chelsea si aggiudica la sua prima Champions della storia ai rigori, con gli errori di Mata, Olić e Schweinsteiger.
L'8 gennaio 2012 un poker di reti rifilato al Portsmouth nel terzo turno di FA Cup dà al Chelsea la qualificazione al quarto turno, dove sfiderà il QPR.
Il 28 gennaio vincono 1-0 con il QPR, che fa accedere i Blues al quinto turno, da giocare il 18 febbraio contro il Birmingham City. Partita che finisce 1-1 e che quindi, in base alle regole dell'FA Cup, si rigiocherà il 6 marzo. La partita è finita 0-2 per il Chelsea, che accede al sesto turno, giocato il 18 marzo contro il Leicester City, match vinto per 5-2. Il 15 aprile il Chelsea raggiunge la finale di FA Cup grazie ad una schiacciante vittoria in semifinale contro il Tottenham per 1-5. I londinesi incontrano il Liverpool il 5 maggio e grazie ad una vittoria per 2-1 si aggiudicano l'FA Cup, la settima della storia del Chelsea.
Il 4 marzo 2012, dopo l'ennesima sconfitta contro il West Bromwich Albion l'allenatore André Villas-Boas viene esonerato, lasciando il posto a Roberto Di Matteo, che prima era allenatore in seconda.

## Maglie e sponsor
Lo sponsor tecnico per la stagione 2011-2012 è Adidas, mentre lo sponsor ufficiale è Samsung.
| Casa | Trasferta | Terza divisa | 1ª portiere | 2ª portiere | 3ª portiere |

## Rosa[3]
| N. |                           | Ruolo | Calciatore                    |
| -- | ------------------------- | ----- | ----------------------------- |
| 1  | Rep. Ceca (bandiera)      | P     | Petr Čech                     |
| 2  | Serbia (bandiera)         | D     | Branislav Ivanović            |
| 3  | Inghilterra (bandiera)    | D     | Ashley Cole                   |
| 4  | Brasile (bandiera)        | D     | David Luiz                    |
| 5  | Ghana (bandiera)          | C     | Michael Essien                |
| 6  | Spagna (bandiera)         | C     | Oriol Romeu                   |
| 7  | Brasile (bandiera)        | C     | Ramires                       |
| 8  | Inghilterra (bandiera)    | C     | Frank Lampard (vice capitano) |
| 9  | Spagna (bandiera)         | A     | Fernando Torres               |
| 10 | Spagna (bandiera)         | C     | Juan Manuel Mata              |
| 11 | Costa d'Avorio (bandiera) | A     | Didier Drogba                 |
| 12 | Nigeria (bandiera)        | C     | Mikel John Obi                |
| 15 | Francia (bandiera)        | C     | Florent Malouda               |
| 16 | Portogallo (bandiera)     | C     | Raul Meireles                 |

| N. |                           | Ruolo | Calciatore            |  |
| -- | ------------------------- | ----- | --------------------- |  |
| 17 | Portogallo (bandiera)     | D     | José Bosingwa         |  |
| 18 | Belgio (bandiera)         | A     | Romelu Lukaku         |  |
| 19 | Portogallo (bandiera)     | D     | Paulo Ferreira        |  |
| 20 | Inghilterra (bandiera)    | C     | Josh McEachran        |  |
| 21 | Costa d'Avorio (bandiera) | A     | Salomon Kalou         |  |
| 22 | Inghilterra (bandiera)    | P     | Ross Turnbull         |  |
| 23 | Inghilterra (bandiera)    | A     | Daniel Sturridge      |  |
| 24 | Inghilterra (bandiera)    | D     | Gary Cahill           |  |
| 26 | Inghilterra (bandiera)    | D     | John Terry (capitano) |  |
| 33 | Brasile (bandiera)        | D     | Alex                  |  |
| 34 | Inghilterra (bandiera)    | D     | Ryan Bertrand         |  |
| 39 | Francia (bandiera)        | A     | Nicolas Anelka        |  |
| 40 | Portogallo (bandiera)     | P     | Henrique Hilário      |  |

## Organigramma societario
Aggiornato al 29 giugno 2011.
| Staff dell'area amministrativa - Roman Abramovich - Proprietario - Bruce Buck - Presidente - Lord Richard Attenborough - Presidente onorario - Ron Gourlay - Amministratore Delegato e Direttore Generale - Bruce Buck, Eugene Tenenbaum, Ron Gourlay, David Barnard, Mike Forde - Consiglio di Amministrazione - Chris Alexander - Direttore Amministrazione e Finanza - David Barnard - Responsabile Segreteria Sportiva | Staff dell'area tecnica - Roberto Di Matteo - Allenatore - Steve Holland - Allenatore in 2ª - Michael Emenalo - Direttore tecnico - José Mario Rocha - Preparatore atletico - Chris Jones - Preparatore atletico - Christophe Lollichon - Preparatore dei portieri - Mick McGiven - Osservatore - Daniel Sousa - Osservatore - Paco Biosca - Responsabile settore medico - Eva Carneiro - Medico della prima squadra - Dermot Drummy - Allenatore delle riserve - Adrian Viveash - Allenatore della primavera - Neil Bath - Allenatore delle giovanili - James Melbourne - Assistente di campo |

## Calciomercato

### Sessione estiva(dall'1/7 all'1/9)
Il calciomercato estivo del Chelsea per la stagione 2011-2012 è segnato da alcuni rinforzi importanti ma soprattutto giovani, come espressamente richiesto dal nuovo allenatore dei Blues André Villas-Boas per un ringiovanimento della rosa. Vengono acquistati il portiere belga Thibaut Courtois dal Genk per 9 milioni di euro, rigirato poi in prestito all'Atlético Madrid, il centrocampista spagnolo Oriol Romeu dalla cantera del Barcellona a poco meno di 4 milioni e mezzo e il messicano Ulises Dávila dal Chivas a 2 milioni, mentre i due arrivi più costosi sono stati quelli degli attaccanti Juan Manuel Mata dal Valencia e Romelu Lukaku dall'Anderlecht, rispettivamente per 23 milioni e mezzo e 22 milioni di euro.
Per quanto riguarda le principali partenze, vengono ceduti i due centrocampisti Yossi Benayoun in prestito all'Arsenal, dopo un solo anno al club londinese, e Jurij Žirkov all'Anži per 13,2 milioni di euro, mentre Michael Mancienne, Jeffrey Bruma, Slobodan Rajković, Jacopo Sala e Gökhan Töre partono tutti per l'Amburgo per una cifra totale di circa 8 milioni.
| Arrivi | Arrivi           | Arrivi        | Arrivi                    |
| R.     | Nome             | da            | Modalità                  |
| ------ | ---------------- | ------------- | ------------------------- |
| P      | Thibaut Courtois | Genk          | definitivo                |
| P      | Matej Delač      | Vitesse       | fine prestito             |
| D      | Tomáš Kalas      | Sigma Olomouc | fine prestito             |
| C      | Raul Meireles    | Liverpool     | definitivo                |
| C      | Oriol Romeu      | Barcellona    | definitivo                |
| C      | Juan Manuel Mata | Valencia      | definitivo (27 milioni €) |
| C      | Ulises Dávila    | Guadalajara   | definitivo                |
| A      | Romelu Lukaku    | Anderlecht    | definitivo                |
| A      | Gaël Kakuta      | Fulham        | fine prestito             |

| Partenze | Partenze            | Partenze         | Partenze   |
| R.       | Nome                | a                | Modalità   |
| -------- | ------------------- | ---------------- | ---------- |
| P        | Jan Šebek           | Jablonec         | svincolato |
| P        | Thibaut Courtois    | Atlético Madrid  | prestito   |
| D        | Tomáš Kalas         | Vitesse          | prestito   |
| D        | Patrick van Aanholt | Wigan            | prestito   |
| D        | Ben Gordon          | Peterborough Utd | prestito   |
| D        | Jeffrey Bruma       | Amburgo          | prestito   |
| D        | Michael Mancienne   | Amburgo          | definitivo |
| D        | Slobodan Rajković   | Amburgo          | definitivo |
| C        | Jacopo Sala         | Amburgo          | definitivo |
| C        | Gökhan Töre         | Amburgo          | definitivo |
| C        | Jack Cork           | Southampton      | definitivo |
| C        | Jurij Žirkov        | Anži             | definitivo |
| C        | Nemanja Matić       | Benfica          | definitivo |
| C        | Michael Woods       |                  | svincolato |
| C        | Ulises Dávila       | Vitesse          | prestito   |
| C        | Yossi Benayoun      | Arsenal          | prestito   |
| A        | Gaël Kakuta         | Bolton           | prestito   |
| A        | Fabio Borini        | Parma            | svincolato |
| A        | Danny Philliskirk   | Sheffield Utd    | svincolato |

### Sessione invernale(dal 3/1 al 31/1)
| Acquisti | Acquisti            | Acquisti         | Acquisti      |
| R.       | Nome                | da               | Modalità      |
| -------- | ------------------- | ---------------- | ------------- |
| P        | Rhys Taylor         | Rotherham Utd    | fine prestito |
| P        | Sam Walker          | Northampton Town | fine prestito |
| D        | Patrick van Aanholt | Wigan            | fine prestito |
| D        | Conor Clifford      | Yeovil Town      | fine prestito |
| D        | Gary Cahill         | Bolton           | definitivo    |
| A        | Lucas Piazón        | San Paolo        | definitivo    |
| A        | Gaël Kakuta         | Bolton           | fine prestito |

| Cessioni | Cessioni            | Cessioni            | Cessioni   |
| R.       | Nome                | a                   | Modalità   |
| -------- | ------------------- | ------------------- | ---------- |
| P        | Rhys Taylor         | Rotherham Utd       | prestito   |
| P        | Sam Walker          | Yeovil Town         | prestito   |
| D        | Patrick van Aanholt | Vitesse             | prestito   |
| D        | Alex                | Paris Saint-Germain | definitivo |
| C        | Josh McEachran      | Swansea City        | prestito   |
| A        | Gaël Kakuta         | Digione             | prestito   |
| A        | Nicolas Anelka      | Shanghai Shenhua    | svincolato |

## Risultati

### Premier League

#### Girone di andata
| Stoke-on-Trent 14 agosto 2011, ore 13:30 BST 1ª giornata | Stoke City | 0 – 0 referto | Chelsea | Britannia Stadium (27.412 spett.)\| Arbitro: \| Halsey \| |
| Arbitro:                                                 | Halsey     |               |         |                                                           |

| Arbitro: | Mason |

|                        |           |         |
| Anelka 52’ Malouda 83’ | Marcatori | 4’ Long |

| Arbitro: | Jones |

|                                            |           |          |
| Bosingwa 6’ Lampard 82’ (rig.) Mata 90+11’ | Marcatori | 62’ Holt |

| Arbitro: | Probert |

|          |           |                         |
| Ji 90+1’ | Marcatori | 18’ Terry 51’ Sturridge |

| Arbitro: | Dowd |

|                                 |           |            |
| Smalling 8’ Nani 37’ Rooney 45’ | Marcatori | 46’ Torres |

| Arbitro: | Dean |

|                                          |           |              |
| Torres 29’ Ramires 36’, 76’ Drogba 90+4’ | Marcatori | 86’ Williams |

| Arbitro: | Walton |

|            |           |                                         |
| Boyata 46’ | Marcatori | 2’, 25’ Sturridge 15’, 27’, 58’ Lampard |

| Arbitro: | Jones |

|                                       |           |             |
| Sturridge 31’ Terry 45+2’ Ramires 61’ | Marcatori | 81’ Vellios |

| Arbitro: | Foy |

|                     |           |  |
| Helguson 10’ (rig.) | Marcatori |  |

| Arbitro: | Marriner |

|                                |           |                                                   |
| Lampard 14’ Terry 44’ Mata 80’ | Marcatori | 36’, 85’, 90+2’ van Persie 49’ Santos 55’ Walcott |

| Arbitro: | Dean |

|  |           |             |
|  | Marcatori | 51’ Lampard |

| Arbitro: | Probert |

|               |           |                      |
| Sturridge 55’ | Marcatori | 33’ Maxi 87’ Johnson |

| Arbitro: | Mason |

|                                 |           |  |
| Terry 7’ Sturridge 30’ Mata 45’ | Marcatori |  |

| Arbitro: | Dean |

|  |           |                                    |
|  | Marcatori | 38’ Drogba 88’ Kalou 90’ Sturridge |

| Arbitro: | Clattenburg |

|                                 |           |              |
| Meireles 33’ Lampard 83’ (rig.) | Marcatori | 2’ Balotelli |

| Arbitro: | Atkinson |

|           |           |               |
| Gómez 87’ | Marcatori | 58’ Sturridge |

| Arbitro: | Webb |

|             |           |               |
| Adebayor 7’ | Marcatori | 23’ Sturridge |

| Arbitro: | Friend |

|          |           |             |
| Mata 47’ | Marcatori | 55’ Dempsey |

| Arbitro: | Halsey |

|                   |           |                                 |
| Drogba 23’ (rig.) | Marcatori | 28’ Ireland 82’ Petrov 85’ Bent |

#### Girone di ritorno
| Arbitro: | Walton |

|          |           |                         |
| Ward 84’ | Marcatori | 54’ Ramires 89’ Lampard |

| Arbitro: | Dowd |

|             |           |  |
| Lampard 12’ | Marcatori |  |

| Norwich 21 gennaio 2012, ore 15:00 GMT 22ª giornata | Norwich City | 0 – 0 referto | Chelsea | Carrow Road (26.792 spett.)\| Arbitro: \| Clattenburg \| |
| Arbitro:                                            | Clattenburg  |               |         |                                                          |

| Arbitro: | Marriner |

|              |           |                     |
| Sinclair 40’ | Marcatori | 90+3’ (aut.) Taylor |

| Arbitro: | Webb |

|                                    |           |                                             |
| Evans 36’ (aut.) Mata 46’ Luiz 50’ | Marcatori | 58’ (rig.), 69’ (rig.) Rooney 84’ Hernández |

| Arbitro: | Jones |

|                              |           |  |
| Pienaar 5’ Stracqualursi 71’ | Marcatori |  |

| Arbitro: | Oliver |

|                                 |           |  |
| Luiz 48’ Drogba 61’ Lampard 79’ | Marcatori |  |

| Arbitro: | Dowd |

|             |           |  |
| McAuley 82’ | Marcatori |  |

| Arbitro: | Marriner |

|            |           |  |
| Drogba 67’ | Marcatori |  |

| Arbitro: | Dean |

|                             |           |            |
| Agüero 78’ (rig.) Nasri 85’ | Marcatori | 60’ Cahill |

| Londra 24 marzo 2012, ore 12:45 GMT 30ª giornata | Chelsea  | 0 – 0 referto | Tottenham | Stamford Bridge (41.830 spett.)\| Arbitro: \| Atkinson \| |
| Arbitro:                                         | Atkinson |               |           |                                                           |

| Arbitro: | Mason |

|                        |           |                                             |
| Collins 77’ Lichaj 80’ | Marcatori | 9’ Sturridge 51’, 83’ Ivanović 90+2’ Torres |

| Arbitro: | Jones |

|                         |           |           |
| Ivanović 62’ Mata 90+3’ | Marcatori | 82’ Diamé |

| Arbitro: | Clattenburg |

|             |           |                    |
| Dempsey 82’ | Marcatori | 45’ (rig.) Lampard |

| Arbitro: | Halsey |

|  |           |                  |
|  | Marcatori | 19’, 90+4’ Cissé |

| Londra 21 aprile 2012, ore 12:45 BST 35ª giornata | Arsenal | 0 – 0 referto | Chelsea | Emirates Stadium (60.111 spett.)\| Arbitro: \| Dean \| |
| Arbitro:                                          | Dean    |               |         |                                                        |

| Arbitro: | Webb |

|                                                         |           |           |
| Sturridge 1’ Terry 13’ Torres 19’, 25’, 64’ Malouda 80’ | Marcatori | 84’ Cissé |

| Arbitro: | Friend |

|                                                       |           |             |
| Essien 19’ (aut.) Henderson 25’ Agger 28’ Shelvey 61’ | Marcatori | 50’ Ramires |

| Arbitro: | Mason |

|                        |           |            |
| Terry 31’ Meireles 34’ | Marcatori | 60’ Yakubu |

### Football League Cup
| Arbitro: | Foy |

|                                        |                      |                                         |
| Lampard David Luiz Terry Kalou Malouda | Tiri di rigore 4 – 3 | Zamora Sidwell Dembélé Baird Bryan Ruiz |

| Arbitro: | Mason |

|          |           |                          |
| Saha 83’ | Marcatori | 38’ Kalou 116’ Sturridge |

| Arbitro: | Dowd |

|  |           |                              |
|  | Marcatori | 58’ Maxi Rodríguez 63’ Kelly |

### FA Cup
| Arbitro: | Taylor |

|                                      |           |  |
| Mata 47’ Ramires 85’ 87’ Lampard 90’ | Marcatori |  |

| Arbitro: | Dean |

|  |           |          |
|  | Marcatori | 62’ Mata |

| Arbitro: | Atkinson |

|               |           |            |
| Sturridge 62’ | Marcatori | 20’ Murphy |

| Arbitro: | Taylor |

|  |           |                       |
|  | Marcatori | 54’ Mata 60’ Meireles |

| Arbitro: | Probert |

|                                                    |           |                           |
| Cahill 12’ Kalou 18’ Torres 67’ 85’ Meireles 90+1’ | Marcatori | 77’ Beckford 88’ Marshall |

| Arbitro: | Atkinson |

|          |           |                                                           |
| Bale 56’ | Marcatori | 43’ Drogba 49’ Mata 77’ Ramires 81’ Lampard 90+4’ Malouda |

| Arbitro: | Dowd |

|                        |           |             |
| Ramires 11’ Drogba 52’ | Marcatori | 64’ Carroll |

### UEFA Champions League

#### Fase a gironi
| Arbitro: | Lannoy |

|                           |           |  |
| David Luiz 67’ Mata 90+2’ | Marcatori |  |

| Arbitro: | Rizzoli |

|                    |           |             |
| Soldado 87’ (rig.) | Marcatori | 56’ Lampard |

| Arbitro: | Nikolaev |

|                                                        |           |  |
| Raul Meireles 8’ Torres 11’ 27’ Ivanović 42’ Kalou 72’ | Marcatori |  |

| Arbitro: | Moen |

|            |           |             |
| Vossen 61’ | Marcatori | 26’ Ramires |

| Arbitro: | Kassai |

|                              |           |            |
| Derdiyok 73’ Friedrich 90+1’ | Marcatori | 48’ Drogba |

| Arbitro: | Rocchi |

|                           |           |  |
| Drogba 3’ 76’ Ramires 22’ | Marcatori |  |

#### Ottavi di finale
| Arbitro: | Velasco Carballo |

|                              |           |          |
| Lavezzi 38’ 65’ Cavani 45+2’ | Marcatori | 27’ Mata |

| Arbitro: | Brych |

|                                                       |           |           |
| Drogba 28’ Terry 47’ Lampard 75’ (rig.) Ivanović 105’ | Marcatori | 55’ Inler |

#### Quarti di finale
| Arbitro: | Tagliavento |

|  |           |           |
|  | Marcatori | 75’ Kalou |

| Arbitro: | Skomina |

|                                   |           |                 |
| Lampard 21’ (rig.) Meireles 90+2’ | Marcatori | 85’ Javi García |

#### Semifinale
| Arbitro: | Brych |

|              |           |  |
| Drogba 45+2’ | Marcatori |  |

| Arbitro: | Cakir |

|                          |           |                            |
| Busquets 35’ Iniesta 43’ | Marcatori | 45+1’ Ramires 90+1’ Torres |

#### Finale
| Arbitro: | Proença |

|                                      |                      |                                     |
| Müller 83’                           | Marcatori            | 88’ Drogba                          |
| Lahm Gómez Neuer Olić Schweinsteiger | Tiri di rigore 3 – 4 | Mata David Luiz Lampard Cole Drogba |

| Bayern Monaco | Chelsea |

| BAYERN MONACO: |    |                        |    |     |
|                |    |                        |    |     |
| POR            | 1  | Manuel Neuer           |    |     |
| DIF            | 21 | Philipp Lahm (C)       |    |     |
| DIF            | 17 | Jérôme Boateng         |    |     |
| DIF            | 44 | Anatolij Tymoščuk      |    |     |
| DIF            | 26 | Diego Contento         |    |     |
| DM             | 31 | Bastian Schweinsteiger | 2’ |     |
| DM             | 39 | Toni Kroos             |    |     |
| RW             | 10 | Arjen Robben           |    |     |
| LW             | 7  | Franck Ribéry          |    | 97’ |
| SS             | 25 | Müller                 |    | 87’ |
| CF             | 33 | Mario Gómez            |    |     |
| Sostituti:     |    |                        |    |     |
| GK             | 22 | Hans-Jörg Butt         |    |     |
| DF             | 5  | Daniel Van Buyten      |    | 87’ |
| DF             | 13 | Rafinha                |    |     |
| MF             | 14 | Takashi Usami          |    |     |
| MF             | 23 | Danijel Pranjić        |    |     |
| FW             | 9  | Nils Petersen          |    |     |
| FW             | 11 | Ivica Olić             |    | 97’ |
| Allenatore:    |    |                        |    |     |
| Jupp Heynckes  |    |                        |    |     |

| CHELSEA:          |    |                   |     |          |
|                   |    |                   |     |          |
| POR               | 1  | Petr Čech         |     |          |
| DIF               | 17 | José Bosingwa     |     |          |
| DIF               | 4  | David Luiz        | 86’ |          |
| DIF               | 24 | Gary Cahill       |     |          |
| DIF               | 3  | Ashley Cole       | 81’ |          |
| DM                | 12 | Mikel John Obi    |     |          |
| CM                | 8  | Frank Lampard (C) |     |          |
| RW                | 21 | Salomon Kalou     |     | 84’      |
| AM                | 10 | Juan Manuel Mata  |     |          |
| LW                | 34 | Ryan Bertrand     |     | 73’      |
| CF                | 11 | Didier Drogba     | 93’ |          |
| Sostituti:        |    |                   |     |          |
| GK                | 22 | Ross Turnbull     |     |          |
| DF                | 19 | Paulo Ferreira    |     |          |
| MF                | 5  | Michael Essien    |     |          |
| MF                | 6  | Oriol Romeu       |     |          |
| MF                | 15 | Florent Malouda   |     | 73’      |
| FW                | 23 | Daniel Sturridge  |     |          |
| FW                | 9  | Fernando Torres   |     | 120’ 84’ |
| Allenatore:       |    |                   |     |          |
| Roberto Di Matteo |    |                   |     |          |

| Uomo partita UEFA: Didier Drogba Uomo partita dei tifosi: Petr Čech Assistenti: Bertino Miranda Ricardo Santos 4º ufficiale: Carlos Velasco Carballo Altri assistenti: Manuel De Sousa Duarte Gomes |